# 32 Wojskowy Oddział Gospodarczy
32 Zamojski Wojskowy Oddział Gospodarczy im. Hetmana Wielkiego Koronnego Jana Zamoyskiego (32 WOG) – jednostka logistyczna Sił Zbrojnych Rzeczypospolitej Polskiej. Realizuje zadania zabezpieczenia finansowego i logistycznego jednostek i instytucji wojskowych na swoim terenie odpowiedzialności.

## Formowanie i zmiany organizacyjne
Na podstawie decyzji Ministra Obrony Narodowej nr Z-83/Org./P1 z 20 września 2011 oraz rozkazu wykonawczego szefa Inspektoratu Wsparcia SZ nr PF-46/Org. z 16 lutego 2012 rozpoczęto formowanie Oddziału. Z dniem 1 stycznia 2013 jednostka rozpoczęła statutową działalność .

## Symbole oddziału
Odznaka pamiątkowa
Wzór i regulamin odznaki pamiątkowej oraz oznak rozpoznawczych 32 WOG wprowadzony został decyzją Ministra Obrony Narodowej nr 182/MON z 3 lipca 2013.
Odznaka pamiątkowa wykonana jest na planie krzyża maltańskiego o wymiarach 40 na 40 mm z nałożonym  srebrzystym mieczem rycerskim. Ramiona krzyża pokryte są białą emalią symbolizującą wierność i honor oraz nawiązującą do barwy munduru 13 pułku piechoty Księstwa Warszawskiego. Na lewym ramieniu krzyża znajduje się liczba „32” a na prawym litery „WOG”. W centrum umieszczony jest herb Zamościa, otoczony elementami symbolizującymi służby kwatermistrzowskie. Tłem krzyża jest niebieska „turbina”  nawiązująca do tradycji Technicznej Szkoły Wojsk Lotniczych .
Oznaki rozpoznawcze 

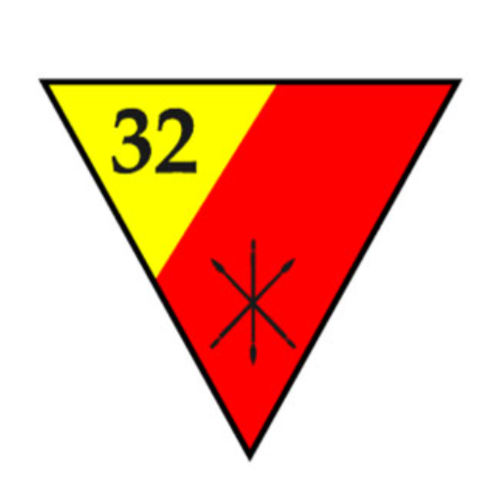
Oznaka rozpoznawcza na mundur wyjściowy
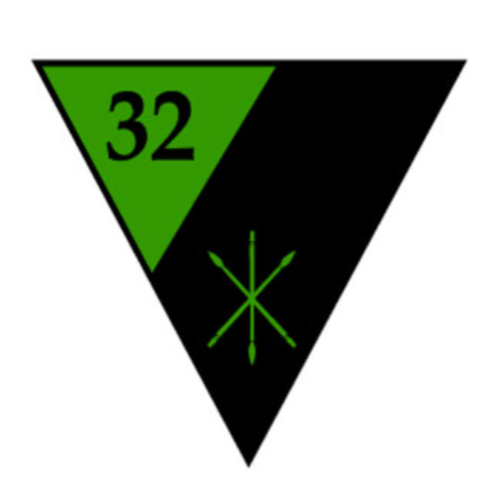
Oznaka rozpoznawcza na mundur polowy

## Komendanci  WOG
| Komendanci WOG           | Komendanci WOG | Komendanci WOG            |
| Stopień, imię i nazwisko |                | Okres pełnienia służby    |
| ------------------------ | -------------- | ------------------------- |
| ppłk Grzegorz Pytlak     |                | 02.I.2012 – 30 IX 2017    |
| ppłk Jerzy Muzyka        |                | 6 XII 2017 – 31 VIII 2023 |
| płk Andrzej Ziara        |                | 14 XII 2023 – nadal       |